# Still of the Night
Still of the Night е популярна песен на английската рок група „Уайтснейк“, издадена като първия сингъл от техния едноименен албум от 1987 г. Тя достига №16 в Обединеното кралство, №18 в „Мейнстрийм Рок Тракс“ и №79-о място в „Билборд Хот 100“ в САЩ, когато е издадена на 9 март 1987 г. Песента е написана от вокалиста Дейвид Ковърдейл и китариста Джон Сайкс и се оказва една от най-популярните песни на групата с над 52 милиона гледания в сайта за споделяне на видео „Ютюб“. Настоящият състав на „Уайтснейк“, както и Джон Сайкс, свирят песента като техен бис в изявите им на живо. 
Режисьор на музикалното видео е Марти Калнър. Първоначално женската роля е планирана за предварително известната Клаудия Шифер, но вечерта преди снимките планът се разпада. Тогава Марти Калнър се обажда на Дейвид Ковърдейл за да обсъдят промените, но след като вижда привлекателността на бъдещата съпруга на Ковърдейл Тауни Китаен, тя е избрана да участва във видеото. Част от сценографията на видеото е идея на Дейвид Ковърдейл, вдъхновена от филма на Елвис Пресли Затворнически рок.
През 2009 г. в интервю за списание „Метъл Хамър“ Дейвид Ковърдейл коментира произхода на песента:
| „ | Когато майка ми почина, преглеждах нещата в къщата ѝ и намерих някои ранни демо касети. Една от тях беше песен, върху която работихме с Ричи Блекмор, която беше основната предпоставка за това, което ще стане Still of the Night. Беше напълно неузнаваемо, така че Ричи няма за какво да се тревожи... нито аз! Хахаха! Взех го, доколкото можех, след това го дадох на Сайкс, когато бяхме в Южна Франция, и той сложи там нещата за големия китарен герой. Джон мразеше блуса, така че трябваше да работя в рамките на тези параметри. Имаше много хора, които правеха тези невероятни неща, но те нямаха качеството на тези песни. | “ |

## Списък с песните
1. Still of the Night – 6:38
2. Here I Go Again – 4:33
3. You're Gonna Break My Heart Again – 4:11

## Състав
- Дейвид Ковърдейл – вокали
- Джон Сайкс – китари
- Нийл Мъри – бас
- Айнсли Дънбар – барабани, ударни
- Дон Еъри – клавиши

## Позиция в класациите
| Класация (1987)                      | Най-висока позиция |
| ------------------------------------ | ------------------ |
| Великобритания („Ю Кей Албумс Чарт“) | 16                 |
| Ираландия                            | 23                 |
| САЩ („Билборд Хот 100“)              | 79                 |
| САЩ („Мейнстрийм Рок Тракс“)         | 18                 |